# Sarah Purser

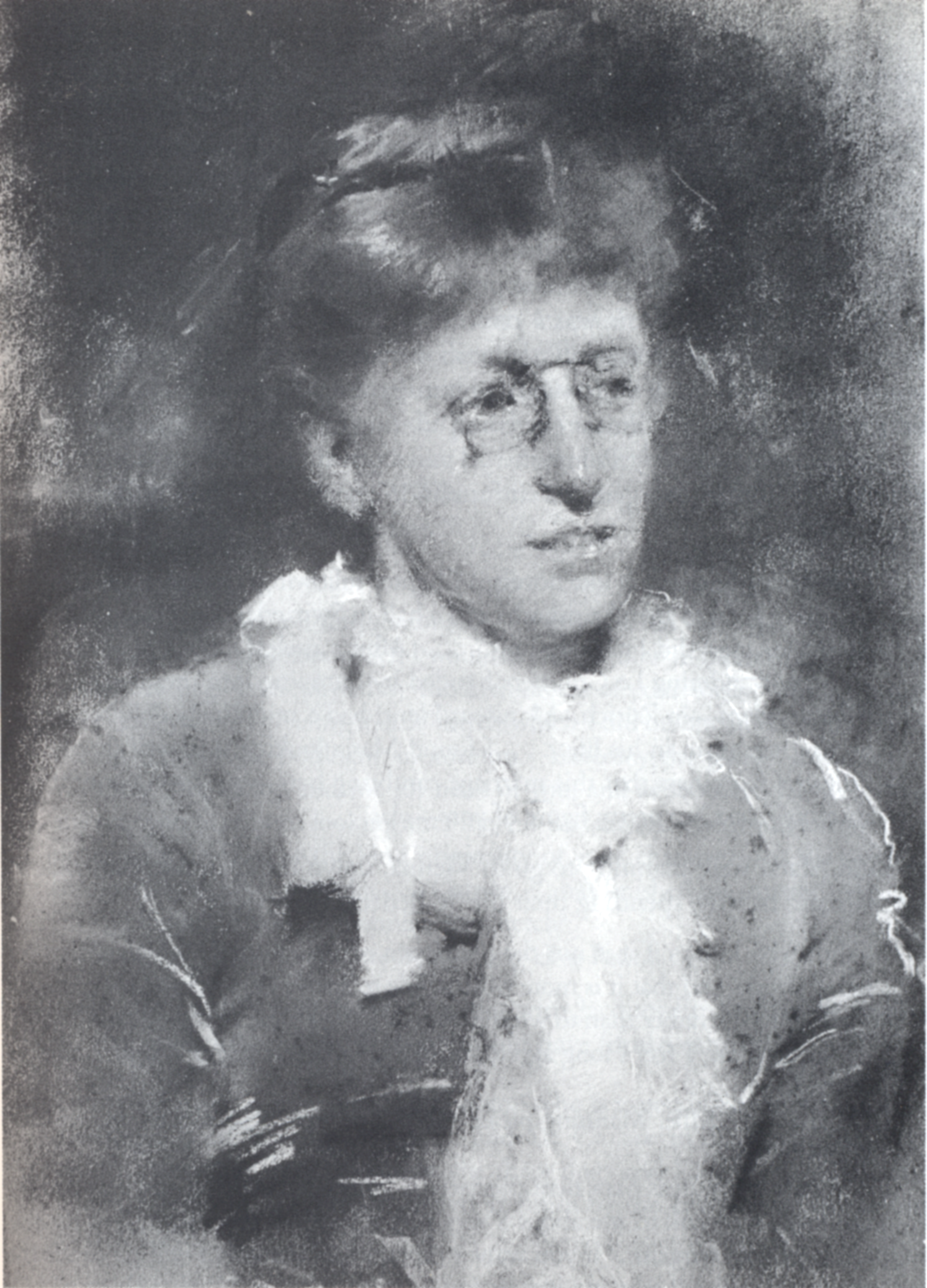
Sarah Purser. Porträt von Walter Osborne (1887)

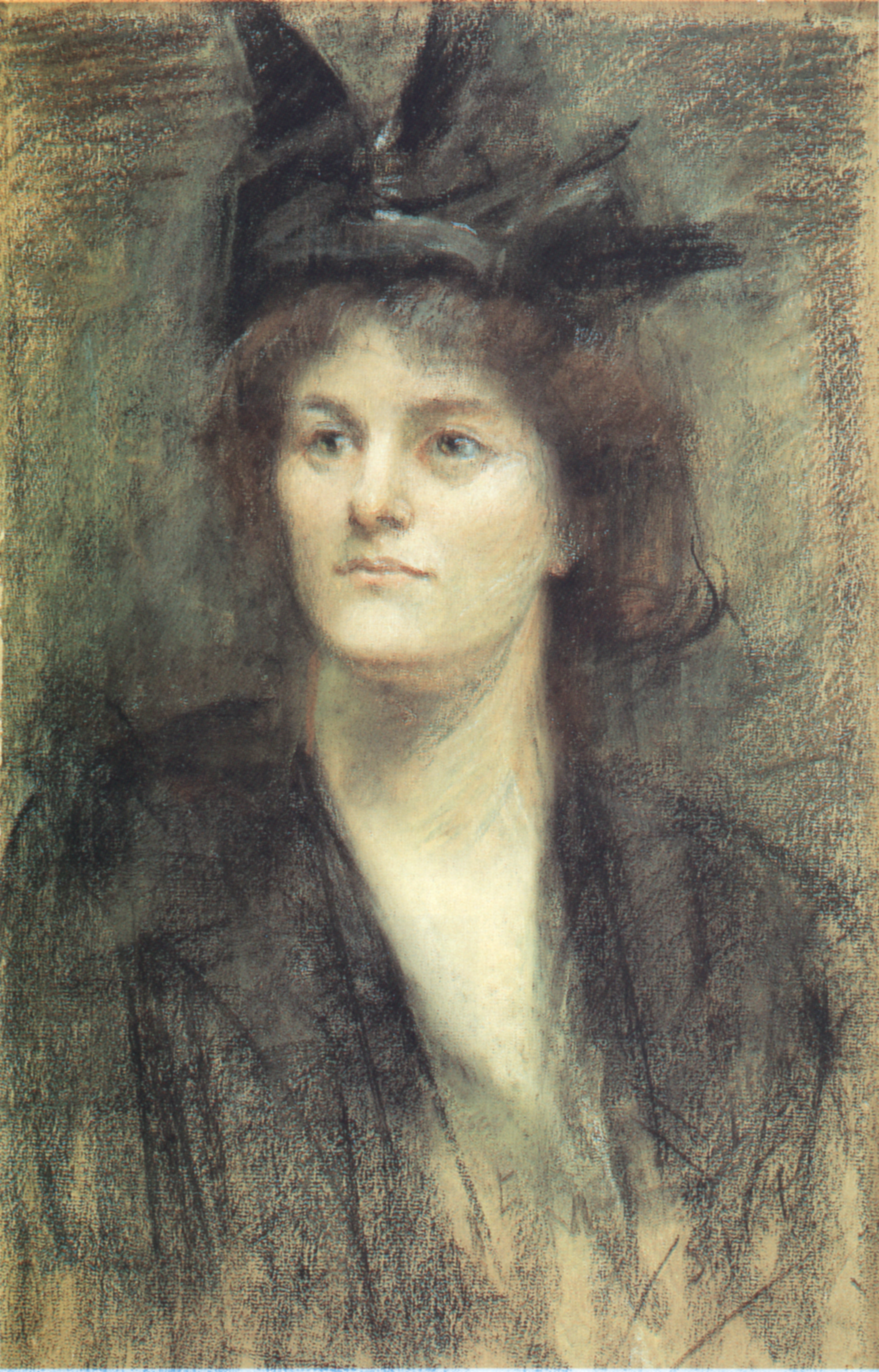
Maud Gonne. Porträt von Sarah Purser (1898)

Sarah Henrietta Purser (* 22. März 1848 in Kingstown; † 7. August 1943 in Dublin) war eine irische Malerin und Kunstförderin.

## Biographie
Sarah Henrietta Purser wurde als Tochter von Anne Purser, geborene Mallett, und Benjamin Purser geboren. Sie war das achte von elf Kindern der protestantischen Familie. Die Pursers, eine Familie von Brauern, waren im 18. Jahrhundert aus dem englischen Gloucestershire nach Irland gekommen. Großvater, Onkel und Vater waren der Brauerei von Arthur Guinness verbunden. Sarahs Vater unterrichtete an der Portora Royal School in Enniskillen, wo einer seiner Schüler Oscar Wilde war. Zwei Brüder von Sarah Purser wurden Professoren am Trinity College Dublin. Sarah Purser besuchte das Institution Evangélique de Montmira der Herrnhuter Brüdergemeine in der Schweiz, lernte fließend Französisch und begann zu malen. Nach Ende der Schulzeit wurde erwartete, dass sie nach Hause zurückkehre und heirate. Benjamin Purser gründete zwei eigene Brauereien und wandelte sie in einträgliche Getreidemühlen um. 1873 ging das Unternehmen bankrott, auch weil Purser über seine Verhältnisse gelebt hatte, und Sarah Purser musste ihren Lebensunterhalt selbst verdienen. Der Vater verließ die Familie und ging in die USA, wo er 1899 starb, ohne nach Irland zurückgekehrt zu sein. Sarah und ihre Mutter zogen nach Dublin, wo die Tochter die Dublin School of Art besuchte.
1878 beschloss Purser, zu ihrer weiteren künstlerischen Ausbildung nach Paris zu gehen, nachdem sie 1872 (als erste Frau) in der Royal Hibernian Academy ausgestellt hatte, deren Mitglied sie 1925 wurde, ebenfalls als erste Frau. Ihre Brüder finanzierten ihr den Aufenthalt in Paris. 1878 studierte sie sechs Monate lang in der „Damenabteilung“ der Académie Julian; unter ihren Mitstudentinnen waren die Schweizerin Louise Breslau, mit der sie ihr ganzes Leben befreundet blieb, sowie die russische Künstlerin Marie Bashkirtseff und die französische Malerin Berthe Morisot.
Nach ihrer Rückkehr nach Dublin erhielt Sarah Purser zahlreiche Porträtaufträge, darunter ein Gemälde der Schwestern Constance Markiewicz und Eva Gore-Booth. 2003 wurde dieses Kunstwerk bei Christie’s für £ 200.000 versteigert. Nach ihren eigenen Worten ging sie durch die britische Aristokratie „wie Masern“. Sie verdiente gut und wurde wohlhabend, auch weil sie ertragreich in Guinness-Aktien investiert hatte.
Sarah Purser wurde zu einer der einflussreichsten Persönlichkeiten der irischen Kunstszene. 1886 war sie gemeinsam John Butler Yeats, Vaters des Dichters William Butler Yeats, und Walter Osborne Gründungsmitglied des Dublin Art Club.  Jedes Jahr reiste sie auf den europäischen Kontinent und hielt sich über neue Entwicklungen in der Malerei auf dem Laufenden. Durch ihr Interesse am Impressionismus lernte sie den Dramatiker und Politiker Edward Martyn kennen, der 1898 zusammen mit William Butler Yeats und Augusta Gregory das Irish Literary Theatre gründete. 1899 half sie bei der Organisation einer großen Ausstellung in Dublin mit Werken von Corot, Courbet, Degas, Manet, Monet und weiteren Malern. Sie befreundete sich mit dem Mäzen Hugh Lane und ermutigte ihn, eine Sammlung moderner Gemälde in Dublin aufzubauen.
Edward Martyn schlug Sarah Purser vor, eine Werkstatt für Glasmalerei zu gründen. Sie besuchte Christopher Whall, einen der führenden Glasmaler Englands, und versicherte sich der Dienste seines besten Schülers, Alfred E. Child. Sie überzeugte das Dublin College of Art, die für Kirchenausstattungen notwendigen Künste in seinen Lehrplan aufzunehmen. Im Januar 1903 wurde die Glasmalerwerkstatt An Túr Gloine (Glasturm) eröffnet. Bis 1944 brachte sie zahlreiche bekannte Glasmaler hervor, darunter Michael Healy, Catherine O’Brien, Wilhelmina Geddes, Ethel Rhind und Hubert MacGoldrick.
1911 zogen Sarah Purser und ihr Bruder John in das Mespil House in Dublin, ein Wohnhaus aus dem 18. Jahrhundert. An jedem zweiten Dienstag im Monat empfing sie Besucher in ihrem Salon, in dem sich unter anderem Künstler, Politiker, Schriftsteller und Akademiker trafen. Als das Gebäude Schäden am Dach hatte, bestieg sie einmal ein Flugzeug von Oliver St. John Gogarty, um die Schäden von oben zu begutachten.
Während des Osteraufstands 1916 wurden sieben von Pursers Gemälden zerstört. Purser bezeichnete sich selbst als protestantische Unionistin, akzeptierte aber 1922 die irische Unabhängigkeit und freundete sich mit William Thomas Cosgrave, dem Präsidenten des irischen Freistaates an. 1924 gründete sie die Friends of the National Collections of Ireland, die viele Werke an irische Galerien und Museen spendeten. 1928 brachte sie Cosgrave dazu, das Charlemont House als städtische Galerie in Dublin einzurichten, die nach Hugh Lane benannt werden sollte, der 1915 beim Untergang der Lusitania ums Leben gekommen war. Gemeinsam mit Augusta Gregory setzte sie sich für die Rückführung von Lanes Sammlung impressionistischer Gemälde nach Irland ein, von denen sich viele in der National Gallery in London befanden. Purser war maßgeblich an der Einrichtung kunsthistorischer Kurse am Trinity College und am University College Dublin beteiligt. Zuletzt erstellte sie eine Liste der Kunstwerke aus der National Gallery of Ireland, die bei Ausbruch des Zweiten Weltkriegs in Sicherheit gebracht werden sollten.
Sarah Purser 1943 im Alter von 95 Jahren an den Folgen eines Schlaganfalls. Sie war unverheiratet und wurde neben ihren Brüdern John und Louis auf dem Mount Jerome Cemetery beerdigt.
2020 gab die irische Post An Post im Rahmen der Serie Pioneering Irish Women zum Internationalen Frauentag eine Briefmarke mit Pursers Konterfei heraus.

## Glasfenster in der St. Brendan’s Cathedral in Loughrea
Werke von Sarah Purser, in Zusammenarbeit mit Catherine O’Brien oder Alfred E. Child

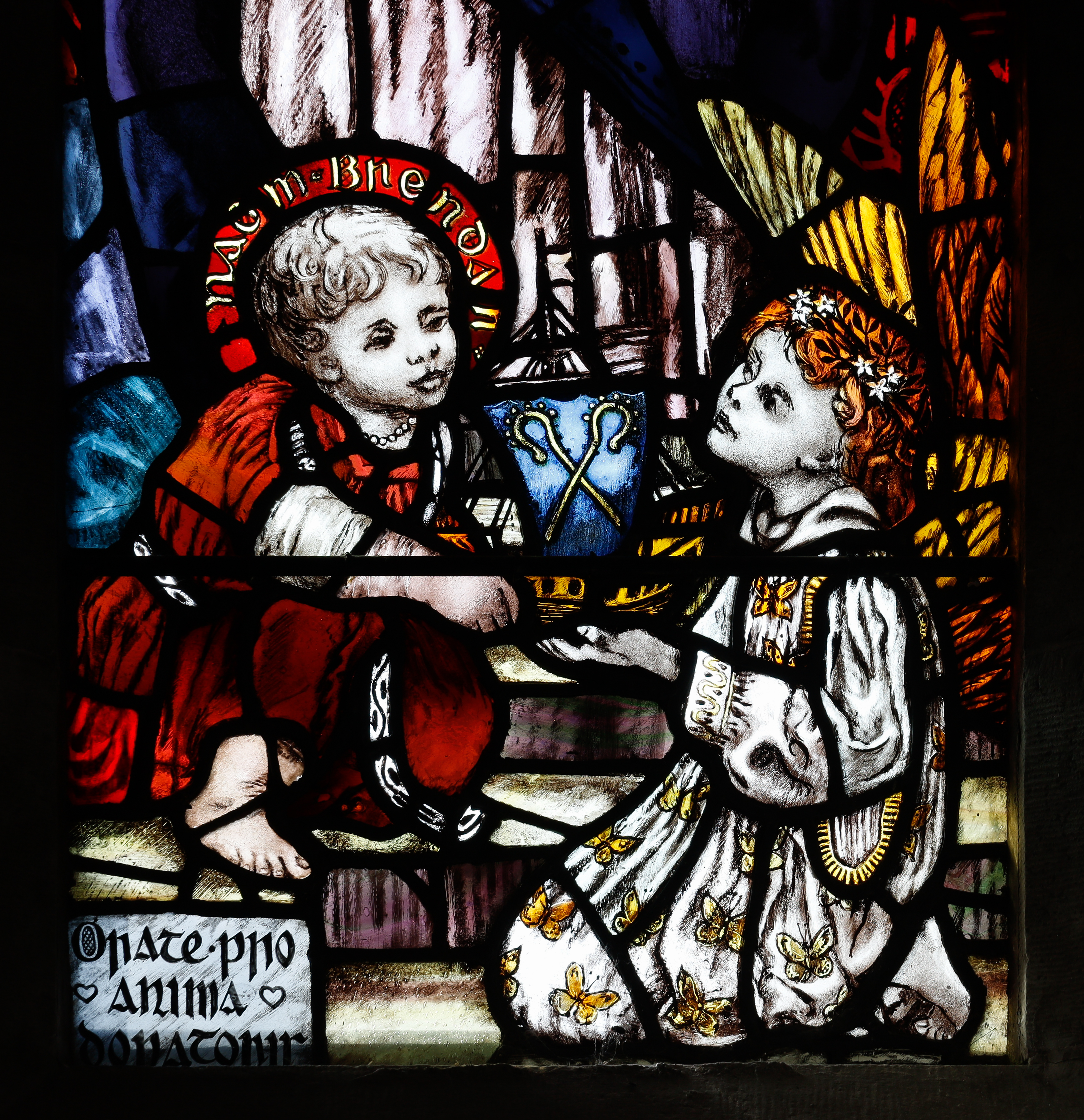
Schüler von St. Ita
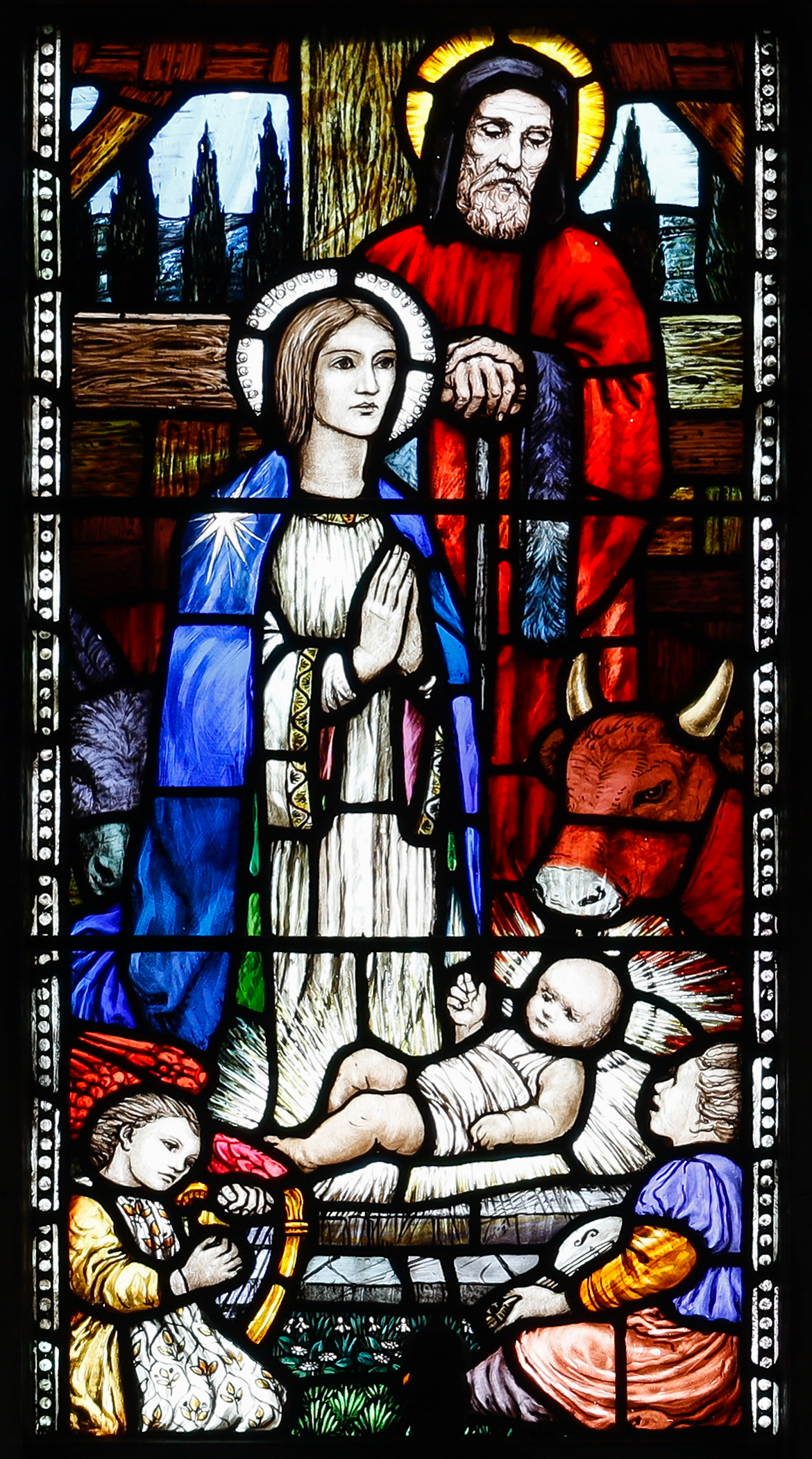
Geburt Christi
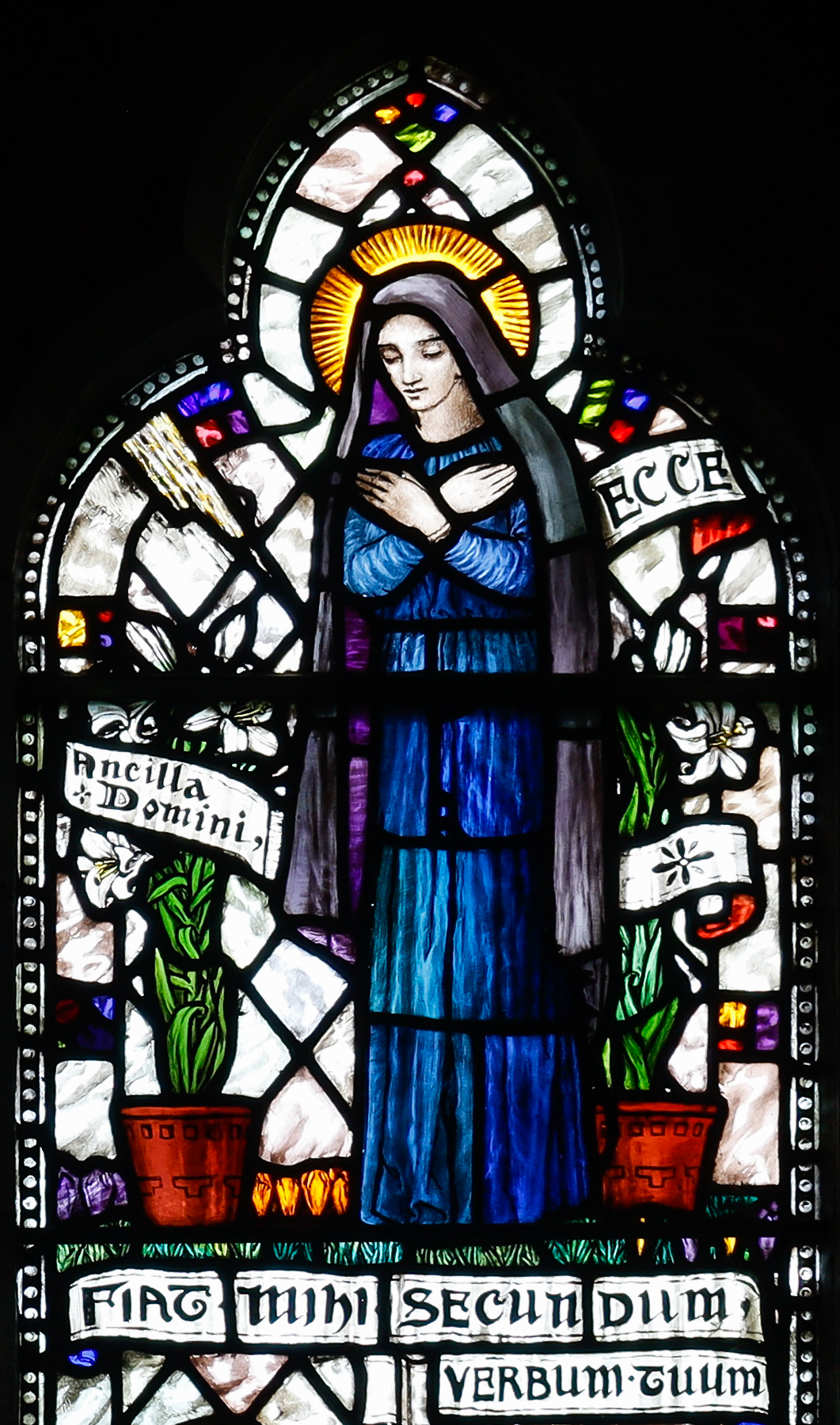
Maria
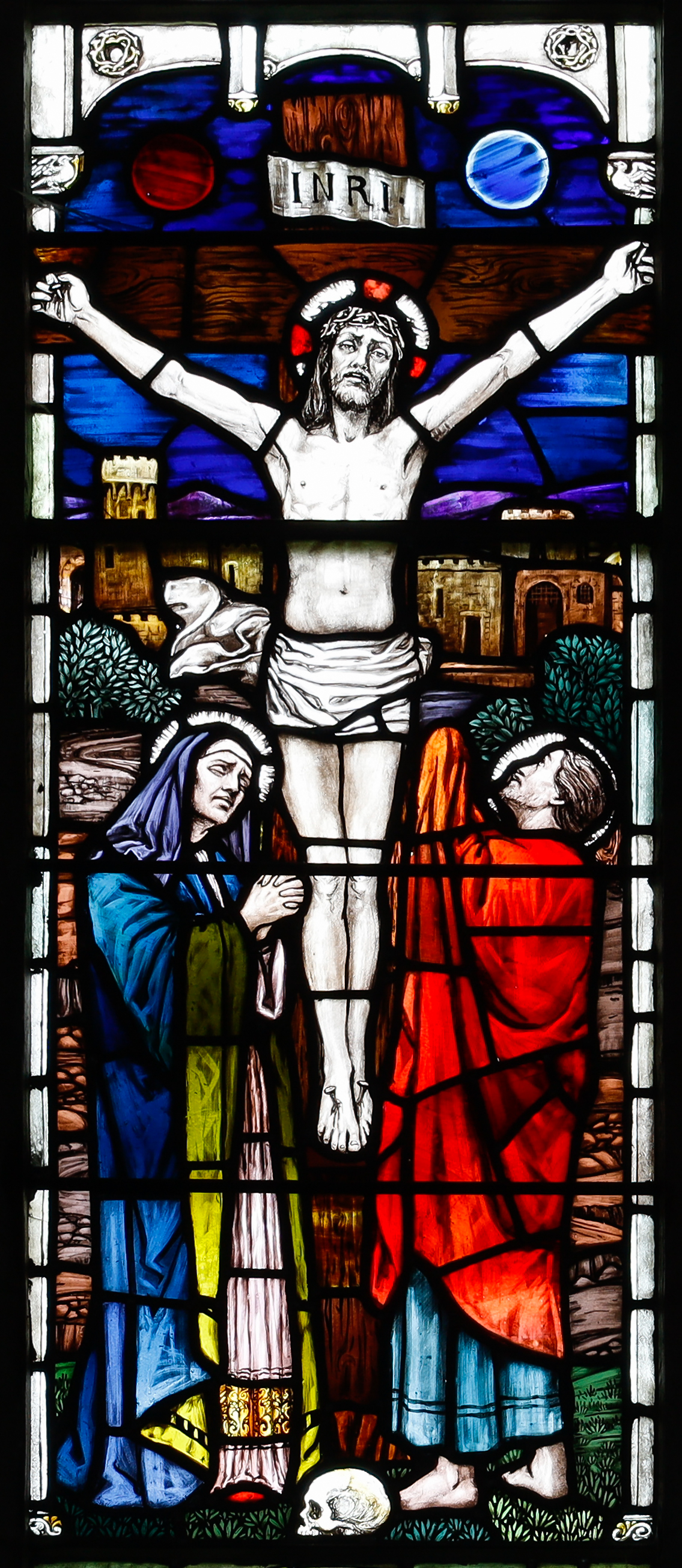
Kreuzigung
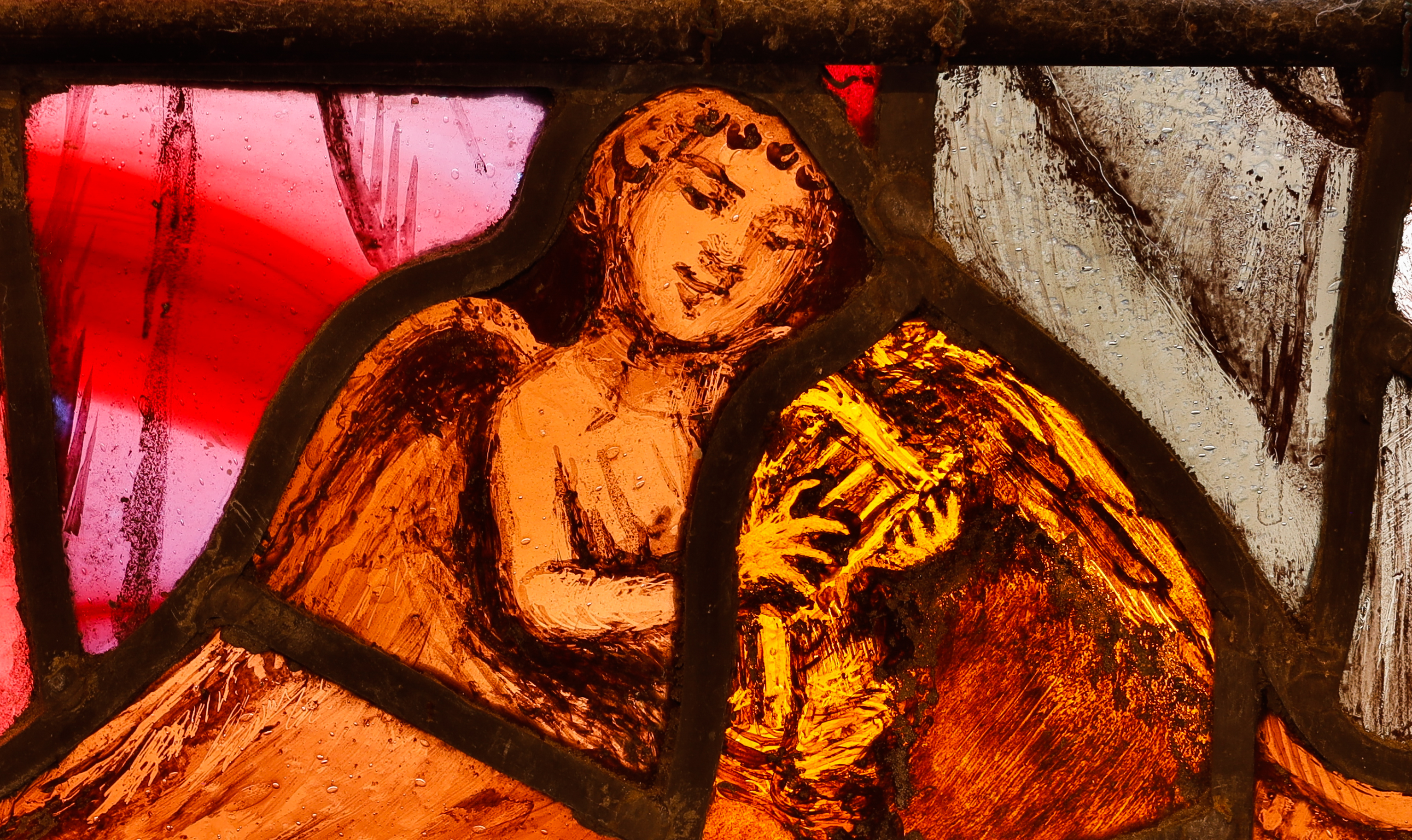
Breandán Naoṁṫa ar an Muir – Harfespielender Engel